# Base des Forces canadiennes Trenton
Pour les articles homonymes, voir Trenton.
La Base des Forces canadiennes (BFC) Trenton (AITA: YTR, OACI CYTR) est une base des Forces canadiennes située dans la ville de Quinte West en Ontario. Elle est sous le Commandement aérien des Forces canadiennes. La 8e Escadre Trenton est la principale unité occupant la base. La base et l'escadre sont commandées par le colonel Sean Cochrane.
La base est catégorisée comme un port d'entrée par Nav Canada et par conséquent est doté d'agents de l'Agence des services frontaliers du Canada. L'utilisation de l'aéroport par l'aviation civile est permise seulement pour les évacuations médicales ou les atterrissages d'urgences.

## Opérations
Les forces aériennes opèrent la majorité de leurs CC-130 Hercules (transport tactique) et tous ses CC-177 Globemaster (transport stratégique) à partir de la base. La base joue également un rôle important pour le Programme national de recherche et sauvetage, puisqu'elle abrite le Centre de conjoint de coordination des opérations de sauvetage  (Joint Rescue Coordination Center). Le Centre Canadien de Contrôle de Mission est également basé à Trenton, et est chargé de surveiller le système Cospas-Sarsat pour la région de responsabilité canadienne en recherche et sauvetage. De plus, les forces terrestres opèrent le Centre d'instruction supérieure en guerre terrestre (anciennement le Centre Canadien de Parachutisme) sur la base de Trenton.
La 8e Escadre Trenton opère différents aéronefs, dont le CC-130 Hercules, le CC-150 Polaris, le CC-177 Globemaster, le CH-146 Griffon (version Recherche et Sauvetage), et le CC-144 Challenger (VIP).
Les escadrons présentement incluent :
- 412e Escadron (Transport) - CC-144 (Ottawa)
- 424e Escadron Tiger (Transport et Sauvetage) - CC-130 et CH-146
- 426e Escadron Thunderbird (Entraînement) - CC-130, CC-150 et CH-146
- 429e Escadron Bison (Transport)
- 436e Escadron Tusker (Transport)
- 437e Escadron Husky (Transport)
- 2e Escadron des Mouvements Aériens
- 8e Escadron du Contrôle et Communications Aériennes
- 8e Escadron de Maintenance

Le commandant actuel de la base est le Colonel S. G. "Sean" Friday, qui a assumé son poste le 11 août, 2011.

## Autre
- La base loge le Centre d'instruction d'été des cadets de l'aviation (CIEC) Trenton.
- La base contient le Musée de l'Armée de l'Air du Canada